# Ardiente paciencia (película)
Ardiente paciencia es una película en español de 1983 con guion y dirección de Antonio Skármeta, quien a través de la ficción nos traslada a Isla Negra, donde el poeta chileno Pablo Neruda pasó sus últimos años, estableciendo una divertida relación con el cartero de la localidad. Está protagonizada por Roberto Parada, Óscar Castro, Marcela Osorio y Naldy Hernández.
El título de la obra está basado en el discurso del poeta al recibir el Premio Nobel de Literatura (1971):  

Hace hoy cien años exactos, un pobre y espléndido poeta, el más atroz de los desesperados, escribió esta profecía: A l’aurore, armés d’une ardente patience, nous entrerons aux splendides Villes. (Al amanecer, armados de una ardiente paciencia entraremos en las espléndidas ciudades.)

Yo creo en esa profecía de Rimbaud, el vidente. Yo vengo de una oscura provincia, de un país separado de todos los otros por la tajante geografía. Fui el más abandonado de los poetas y mi poesía fue regional, dolorosa y lluviosa. Pero tuve siempre confianza en el hombre. No perdí jamás la esperanza. Por eso tal vez he llegado hasta aquí con mi poesía, y también con mi bandera. 
En conclusión, debo decir a los hombres de buena voluntad, a los trabajadores, a los poetas, que el entero porvenir fue expresado en esa frase de Rimbaud: solo con una ardiente paciencia conquistaremos la espléndida ciudad que dará luz, justicia y dignidad a todos los hombres. 

Así la poesía no habrá cantado en vano.
Pablo Neruda, Discurso pronunciado al recibir el Premio Nobel de Literatura

Es en este discurso del poeta, donde Skármeta encontrará el título de su obra, que será llevaba al cine y posteriormente se convertirá en la novela homónima de 1985. Es sobre la base de la novela que en 1994, el director Michael Radford junto a Anna Pavignano, Furio Scarpelli, Giacomo Scarpelli y Massimo Troisi, harán una versión italiana de la película llamada Il Postino, modificando el contexto espacio-temporal a la Isla de Capri en Italia en los '50 y se rodó en la Isla Salina. El compositor mexicano Daniel Catán ha escrito una ópera basada en la obra.

## Argumento
A mediados de 1969, el poeta Pablo Neruda (Roberto Parada) se traslada a su casa de Isla Negra en el litoral central de Chile, la llegada del ilustre escritor a la localidad, provoca un explosivo aumento de la correspondencia, por lo que Mario Jiménez (Óscar Castro), nuevo cartero del lugar, se encargará  de llevar la correspondencia a Neruda. De este contacto diario se genera una relación cordial entre ambos. Mario, sin embargo, disfrutar de un trabajo liviano, se encuentra perdidamente enamorado de Beatriz González (Marcela Osorio), hija de la devota católica, doña Rosa viuda de González (Naldy Hernández), quien menosprecia a Mario por considerarlo poca cosa para su hija. 
Mario, al conocer la poesía de Neruda, le pide al poeta, ayuda para conquistar a Beatriz. El fracaso de estos primeros intentos lleva al enamorado cartero a tomar una osada acción: usar los versos de Neruda como si fuesen propios. Todo esto, aprovechando que el Poeta se encuentra recorriendo Chile haciendo campaña para su precandidatura a Presidente de la República por la Unidad Popular en representación del Partido Comunista de Chile contra el precandidato socialista Salvador Allende, quien a la postre se erigirá como candidato único de la U.P. y electo Presidente de Chile para el período 1970-1976. 
Al volver de la gira, la señora Rosa va a reclamarle a Neruda el daño que sus versos hacen sobre Beatriz, que ha sido seducida por Mario. Descubierto el plagio Neruda enfrenta a Mario, quien alega: "La poesía no pertenece a quien la escribe sino a quien la necesita", Neruda rié de tan democrático argumento y termina perdonando a Mario, haciéndole prometer que de ahora en adelante escriba sus propios versos para Beatriz.
En una creativa escena, Mario juega con un huevo sobre el cuerpo desnudo de Beatriz, los que tiempo después se casan.
En 1971, Neruda viaja a recibir el Premio Nobel de Literatura y la joven pareja celebra con una fiesta, donde están todos los habitantes de Isla Negra.
Mario no sólo es un admirador del poeta, sino que se convierte en un compañero de lucha al unirse al Partido Comunista.
En septiembre de 1973 se produce el Golpe de Estado, de la derecha y los militares contra el gobierno de Salvador Allende. Neruda se encuentra enfermo y aislado por los militares, que vigilan los accesos a su casa. Mario no puede llevarle las cartas, por lo que las memoriza y se las recita al poeta cuando se escabulle para visitarlo diariamente. El 23 de septiembre, Neruda se agrava y es trasladado a Santiago, donde muere. 
Días después la policía llega a la casa de Mario, llevandóselo con destino desconocido. Mario, el cartero de Neruda, es otro Detenido Desaparecido.

## Premios
- Festival de Cine Iberoamericano de Huelva, España, 1983. 
  - Colón de oro a la Mejor Película.
  - Colón de oro a Película del público.
  - Colón de oro a Mejor Interpretación Masculina.
- Festival de Cine Latinoamericano de Biarritz, Francia, 1983. 
  - Gran Premio a la Mejor Película.